# 天津足球俱乐部1994赛季
天津足球俱乐部1994赛季记录了天津足球队参加1994赛季中国足球甲B联赛的比赛结果以及球队人员情况。该赛季是中国足球职业化以来天津队第1次征战中国次级联赛。最终球队以9胜10平1负的成绩位居1994年中国足球甲B联赛第二名。

## 赛季简介
由于先前降级的缘故，天津队未能参加职业化首年的甲A联赛，而是与天津二队一同参加甲B联赛。本赛季天津队由老国脚蔺新江挂帅，以全年仅负一场，联赛排名第二的优异成绩升入1995年甲A联赛。小将于根伟和孙建军表现出色，共为球队打入13球，超过了球队进球总数的三分之一。

## 射手榜
1. 20.于根伟--9球
2. 15.孙建军--4球
3. 8.王俊--3球
4. 10.韩金铭--3球
5. 21.霍建霆--2球
6. 9.沈奕--2球
7. 11.裴锦--2球
8. 18.梁宇--1球
9. 12.魏东--1球
10. 4.高飞--1球
11. 17.高玉勇--1球

## 积分榜
| 排名 | 球隊     | 賽 | 勝 | 平 | 負 | 得 | 失 | 差  | 分 | 資格／升降級           | 对赛成绩                    |
| ---- | -------- | -- | -- | -- | -- | -- | -- | --- | -- | ---------------------- | --------------------------- |
| 1    | 青岛海牛 | 20 | 9  | 10 | 1  | 28 | 15 | +13 | 28 | 升级至 中国足球甲A联赛 | 青島 1-1 天津 天津 1-1 青島 |
| 2    | 天津     | 20 | 9  | 10 | 1  | 32 | 22 | +10 | 28 | 升级至 中国足球甲A联赛 | 青島 1-1 天津 天津 1-1 青島 |